# Adobe ColdFusion
Adobe ColdFusion is een commercieel product van Adobe voor het maken van CFML-gebaseerde webapplicaties. CFML is een tag-gebaseerde programmeertaal, gebruikt voor het bouwen van webapplicaties. Het is in juni 1995 ontworpen door JJ Allaire en zijn broer Jeremy Allaire. ColdFusion draait op Windows, macOS en Linux. Fusebox en Coldbox zijn veel gebruikte frameworks voor ColdFusion.

## Tijdlijn
- In 2001 werd ColdFusion eigendom van Macromedia.
- In juni 2002 bracht Macromedia ColdFusion MX uit, dat compleet herschreven is in het J2EE-platform.
- In 2005 nam Adobe het bedrijf Macromedia over.
- ColdFusion 9 werd uitgegeven op 5 oktober 2009.
- ColdFusion 10 werd uitgegeven op 15 mei 2012.
- ColdFusion 11 verscheen 29 april 2014.
- ColdFusion (2016 Release) verscheen op 16 februari 2016
- ColdFusion (2018 Release) verscheen op 12 juli 2018